# White Shield (Dakota del Norte)
White Shield es un lugar designado por el censo ubicado en el condado de McLean en el estado estadounidense de Dakota del Norte. En el censo de 2010 tenía una población de 336 habitantes y una densidad poblacional de 34,18 personas por km².

## Geografía
White Shield se encuentra ubicado en las coordenadas 47°39′37″N 101°50′37″O / 47.66028, -101.84361. Según la Oficina del Censo de los Estados Unidos, White Shield tiene una superficie total de 9.83 km², de la cual 9.83 km² corresponden a tierra firme y (0%) 0 km² es agua.

## Demografía
Según el censo de 2010, había 336 personas residiendo en White Shield. La densidad de población era de 34,18 hab./km². De los 336 habitantes, White Shield estaba compuesto por el 2.08% blancos, el 0% eran afroamericanos, el 96.73% eran amerindios, el 0% eran asiáticos, el 0% eran isleños del Pacífico, el 0.6% eran de otras razas y el 0.6% pertenecían a dos o más razas. Del total de la población el 5.36% eran hispanos o latinos de cualquier raza.